# Sumène
Sumène é uma comuna francesa na região administrativa de Occitânia, no departamento de Gard. Estende-se por uma área de 36,59 km². Em 2010 a comuna tinha 1 505 habitantes (densidade: 41,1 hab./km²).